# Горлиця бура

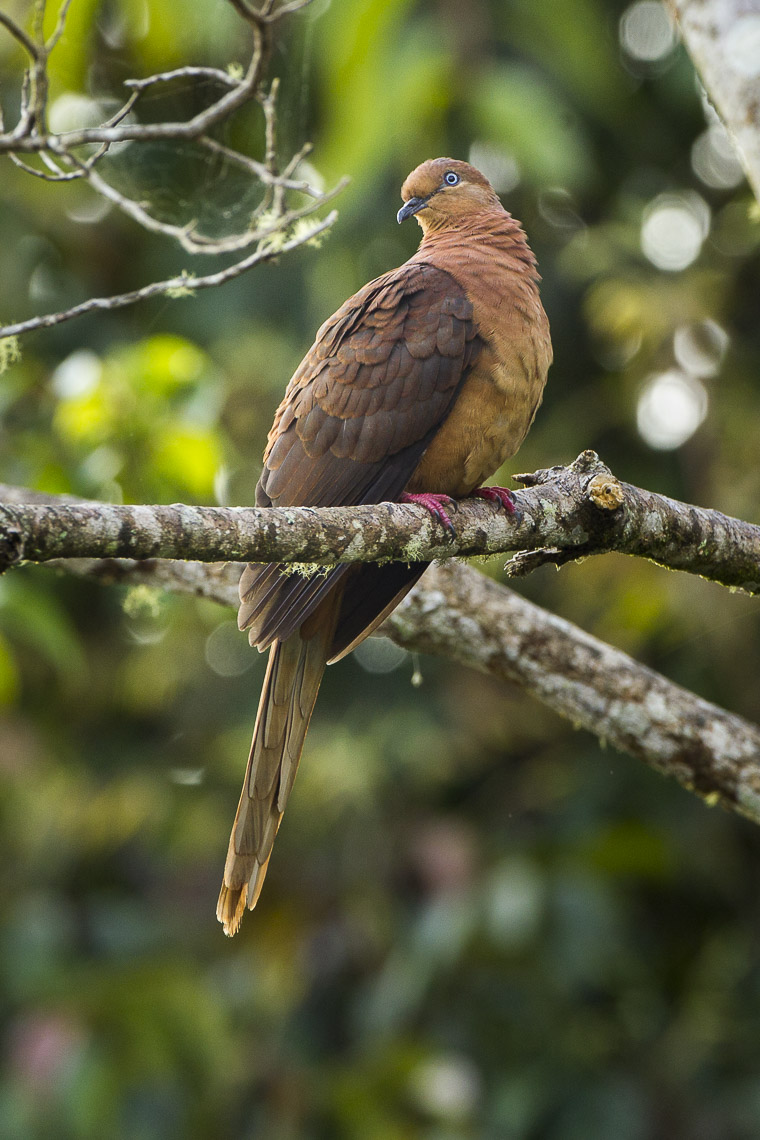
Бура горлиця

Горлиця бура (Macropygia phasianella) — вид голубоподібних птахів родини голубових (Columbidae). Ендемік Австралії.

## Опис
Бурі горлиці є одними з найбільших голубів світу, їхня довжина становить близько 43 см. Вони викорстовують свій довгий хвіст як балансир. Голова, шия і груди рудувато-коричневі, у самців з рожевим відблиском. Горло і нижня частина тіла золоисто-коричневі. Задня частина шиї має зеленуватий відблиск. Верхня частина тіла рудувато-бура, покривні пера на крилах мають рудувато-коричневі краї.

## Підвиди
Виділяють три підвиди:
- M. p. quinkan Schodde, 1989 — східне узбережжя півострова Кейп-Йорк;
- M. p. robinsoni Mathews, 1912 — узбережжя Квінсленду;
- M. p. phasianella	 (Temminck, 1821) — схід і південний схід Австралії.

## Поширення і екологія
Бурі горлиці поширені на східному узбережжі Австралії, від Вейпи і Орукуна на півночі до Беґи на півдні та до Атертона і Тувумби на заході. Живуть в сухих і вологих рівнинних тропічних лісах. Є більш поширеними на півночі свого ареалу. Бурі горлиці є переважно осілими, однак на півдні деякі популяції можуть кочувати.

## Поведінка
Бурі горлиці мешкають парами і невеликими зграями. Живляться плодами і насінням, зокрема насінням інтродукованої Lantana camara. Розмножуються протягом всього року, однак найчастіше в липні і грудні. Гнізда розміщуються в розвилці двох горизонтальних гілок. В кладці одне, дуже рідко два яйця. Інкубаційний період триває 15-18 днів. Пташенята покриваються пір'ям на 12 день і покидають гніздо на 16 день.